# Butlletí de la Biblioteca de Catalunya
El Butlletí de la Biblioteca de Catalunya va ser fundat el 1914 per part de la Biblioteca de Catalunya. En aquell moment tenia una funció de publicació periòdica i s'hi publicava lleis, disposicions generals i estatuts. En aquest cas, la informació estava relacionada amb la Biblioteca dels Estudis Catalans, la qual, en el seu moment, va adquirir la funció i el nom de Biblioteca de Catalunya. Es va fundar per poder dotar a la Biblioteca dels llibres de consulta més immediata, de les obres clàssiques, colecciones fonamentals, per poder formar una biblioteca de mà. Aquesta selecció de llibres es trobava a l'estatge de l'Institut d'Estudis Catalans dins el Palau de la Diputació de Barcelona, per tant estava a l'abast de tot el públic.
La periodicitat de la revista era irregular ja que hi ha anys i anys de diferència entre cada publicació, però de cap forma es segueix un patró. Per exemple, el vol. 7 (1923/1927) es publica el 1932, el vol. 8 (1928/1932) el 1934, el vol. 9 (1981) el 1985 i el vol. 10 (1982/1984) el 1986. En aquest cas, hi ha una diferència de més de quaranta anys, perquè la revista va ser suspesa. Igualment, la diferència entre cada número no és regulada.
La revista va ser suspesa de 1933 a 1980.
El sumari de la revista acostumava a ser regular. Variaven les seccions en funció del contingut de la publicació, però generalment eren les mateixes. Els apartats més comuns en totes les edicions eren Crònica, Índex, Notícies de Manuscrits, Documents, Bibliografia, Índex General i Gravats.
El Butlletí de la Biblioteca de Catalunya recollia una mena de manual on s'organitzaven totes les entrades dels darrers anys a la biblioteca de l'Institut dels Estudis Catalans. D'aquesta forma s'actualitzava la revista, en la qual es consultaven de forma més ràpid i efectiva aquelles obres que més interessa ven.
Es va deixar de publicar al 1986.
La revista era dirigida per la Biblioteca de Catalunya i els col·laboradors més comuns en la revista eren Jaume Massó i Torrents, Jordi Rubió i Balaguer, Ramon d'Alòs Monner, Agustí Duran Sanpere, Pere Bohigas i Balaguer, i altres.